# Маслівка (Сватівський район)
Ма́слівка — село в Україні, у Троїцькій селищній громаді Сватівського району Луганської області. Населення становить 12 осіб. Орган місцевого самоврядування — Воєводська сільська рада.